# Thubten Chökyi Nyima

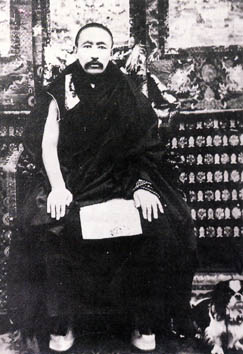
Thubten Chökyi Nyima (1900)

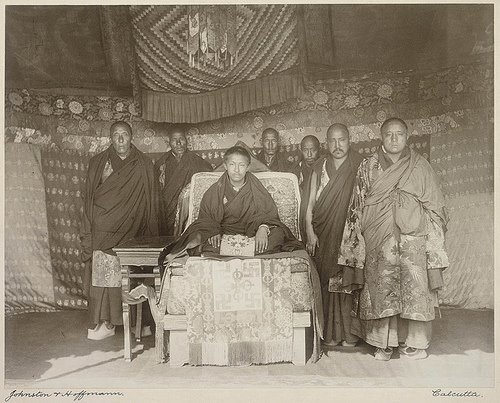
Thubten Chökyi Nyima mit seiner Entourage in Kalkutta (1906)

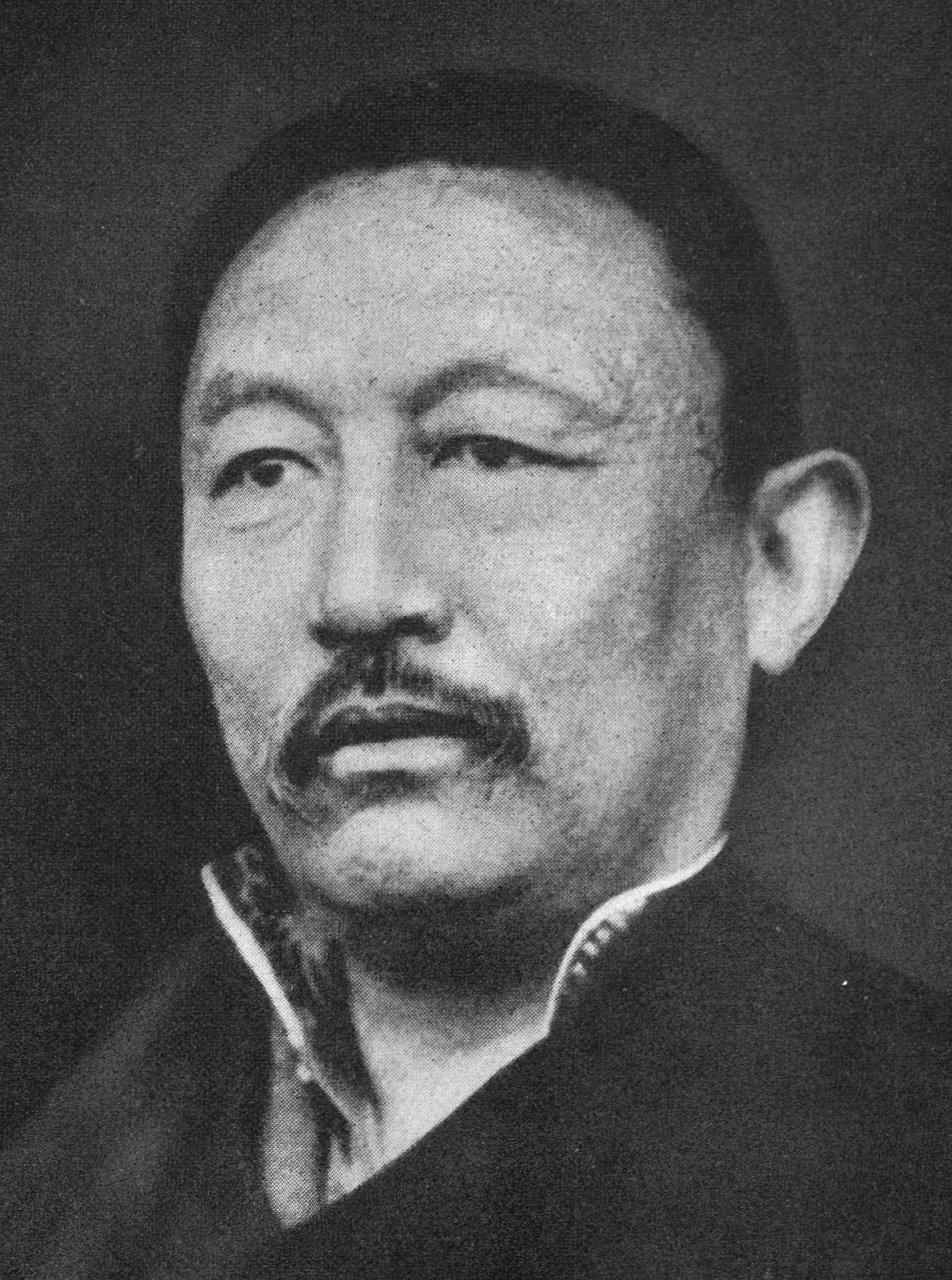
Thubten Chökyi Nyima (1934)

Penchen Lobsang Thubten Chökyi Nyima (tib.: pan chen blo bzang thub bstan chos kyi nyi ma; auch: Geleg Namgyel, tib.: dge legs rnam rgyal; * 1883 in Dagpo; † 30. November 1937 in Kyegu) erhielt als Sechster den Titel Penchen Lama und gilt als neunter Penchen Lama der Gelug-Tradition des tibetischen Buddhismus.

## Leben
Thubten Chökyi Nyima wurde 1888 als Penchen Lama anerkannt und nach Trashilhünpo gebracht.
1901 erhielt Thubten Chökyi Nyima Besuch von dem mongolischen Lama Agvan Dorzhiev. Obwohl Agvan Dorzhiev nur zwei Tage in Trashilhünpo verbrachte, erhielt er einige geheime Belehrungen von Thubten Chökyi Nyima, sowie einen von Lobsang Pelden Yeshe geschriebenen Shambhala-Gebetstext, was für Agvan Dorzhievs Verständnis für das Kalachakra-Tantra wichtig war. Außerdem erhielt Agvan Dorzhiev ein paar Geschenke, darunter auch mehrere goldene Statuen.
1903 legte Thubten Chökyi Nyima im Beisein des 13. Dalai Lama die buddhistischen Mönchsgelübde ab.
1906 führte Penchen Thubten Chökyi Nyima freundschaftliche Gespräche über die politische Lage mit Sir Charles Alfred Bell, der infolge einer Einladung nach Trashilhünpo gekommen war.
1907 empfing er erstmals den schwedischen Entdeckungsreisenden Sven Hedin.
1912 erklärte der 13. Dalai Lama die Unabhängigkeit Tibets. Er begann einige Reformen, an erster Stelle die Gründung einer Armee. Zur Finanzierung befahl er, Steuern von den adligen und kirchlichen Gütern einzutreiben. Die Güter des Panchen Lamas waren sehr ausgedehnt und Trashilhünpo, das Kloster des Panchen Lama in Xigazê, wurde mit gigantischen Forderungen konfrontiert. Der Panchen Lama wies die Forderungen zurück: ein großer Teil der Güter seien Schenkungen bzw. Stiftungen der vergangenen Dalai Lamas gewesen mit der Garantie, dass sie nicht mit Steuern belegt würden. Elf Jahre lang verhandelte Trashilhünpo mit Lhasa.
Thubten Chökyi Nyima, der bis zu dieser Zeit über das gewissermaßen autonome Gebiet von Xigazê regiert hatte, befürchtete, persönlich bedroht zu werden, nachdem der 13. Dalai Lama seine Macht zu schmälern begann. Mönchen des Klosters des Penchen Lama wurde etwa untersagt ein offizielles Amt in der tibetischen Regierung auszuüben, die Vertreter des Penchen Lama wurden in Lhasa festgehalten und der 13. Dalai Lama versuchte von den Ländereien des Penchen Lama Steuern einzutreiben, um damit ein Viertel der Ausgaben für militärische Zwecke abzudecken.
Im Dezember 1924 floh der Panchen Lama zunächst nach Nordtibet. Er wollte zunächst in die Republik Mongolei, reiste dann aber mehrere Monate lang in Gansu umher. Cao Kun, der Präsident der Republik China, lud in nach Beijing ein. Er wurde von den Fürsten der Inneren Mongolei, aber auch in Amdo und Kham ehrerbietig empfangen. Er reiste nach Beijing und Nanjing, wo die Regierung der Republik China ab 1928 ihren Sitz hatte.

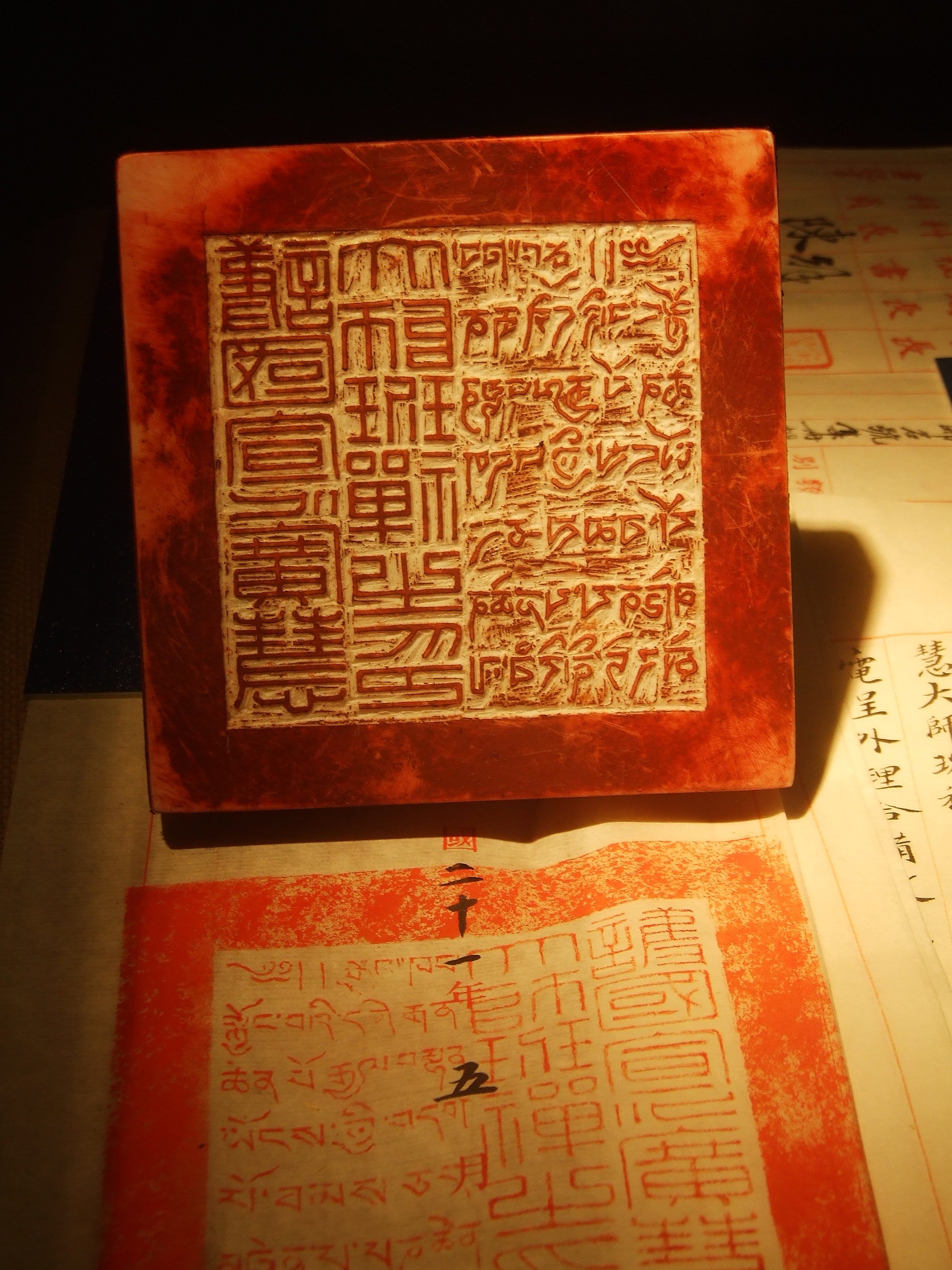
Siegel des 9. Panchen Lama aus dem Jahr 1931

Die Regierung der Republik China (Cao Kun, Duan Qirui u. a.) verlieh ihm zahlreiche Titel und entsprechende Siegel, darunter 1931 den Titel Hùguó xuānhuà guǎnghuì Dàshī Bānchán 護國宣化廣慧大師班禪 (»Großartiger und ruhmreicher Meister Panchen, der das Land beschützt und das Volk bildet« bzw. »Anweisungen der Regierung übermittelt«) / རྒྱལ་སྐྱོབ་བསྟན་སྤེལ་ཀུན་མཁྱེན་སློབ་དཔོན་ཆེན་པོ.
Um 1931 schienen die Beziehungen zwischen Lhasa und der Republik China sehr gut zu sein und es bestanden keinerlei Kriegsabsichten. Die chinesische Regierung forderte den Penchen Lama, der sich in der Republik China auch mit den „Drei Prinzipien des Volkes“ nach Sun Yat-sen beschäftigt hatte, mehrmals dazu auf, nach Tibet zurückzukehren. Während der Verhandlungen über die Bedingungen seiner Rückkehr 1933 starb allerdings der 13. Dalai Lama, was die Rückkehr des Penchen Lama verzögerte.
Ein Jahr nach dem Tod des 13. Dalai Lama schickte die chinesische Regierung eine Delegation nach Lhasa, um ihr Beileid zu bekunden. Der Besuch hatte zwar keinen politischen Charakter, dennoch wurde auch die Rückkehr des Penchen Lama angesprochen. Da der 5. Radreng Rinpoche und die tibetische Regierung eine sofortige Rückkehr des Penchen Lama befürworteten, wurde eine Delegation der tibetischen Regierung nach Qinghai geschickt, um den Penchen Lama zu bitten zurückzukehren. Als Thubten Chökyi Nyima Xining verließ, wurde er jedoch von drei Hundertschaften der chinesischen Regierung begleitet. Die tibetische Regierung sah dies als einen Notfall und ordnete an, dem Penchen Lama auszurichten, eine so große Zahl chinesischer Truppen dürfe nicht nach Tibet kommen und der Gouverneur von Osttibet solle sie nötigenfalls mit Gewalt daran hindern, die Grenze zu überschreiten. Die Verhandlungen darüber wurden in Gyêgu geführt und dauerten mehrere Monate. Thubten Chökyi Nyima blieb letztendlich über ein Jahr in Kyegu, was auf Grund des großen Gefolges des Penchen Lama erhebliche Versorgungsschwierigkeiten mit sich brachte. Als der an der Versorgung beteiligte Gouverneur von Kham hörte der Penchen Lama sei krank geworden, empfahl er ihm, sich nach Qamdo zu begeben. Die Vertreter des Penchen Lama waren aber dagegen und Thubten Chökyi Nyima meinte, es spiele für ihn keine Rolle, wo er sich befände.
Thubten Chökyi Nyima starb 1937 in Gyêgu. Sein literarisches Lebenswerk (tib.: gsung 'bum) wurde in vier Bänden herausgegeben.